# Sa sœur de Paris

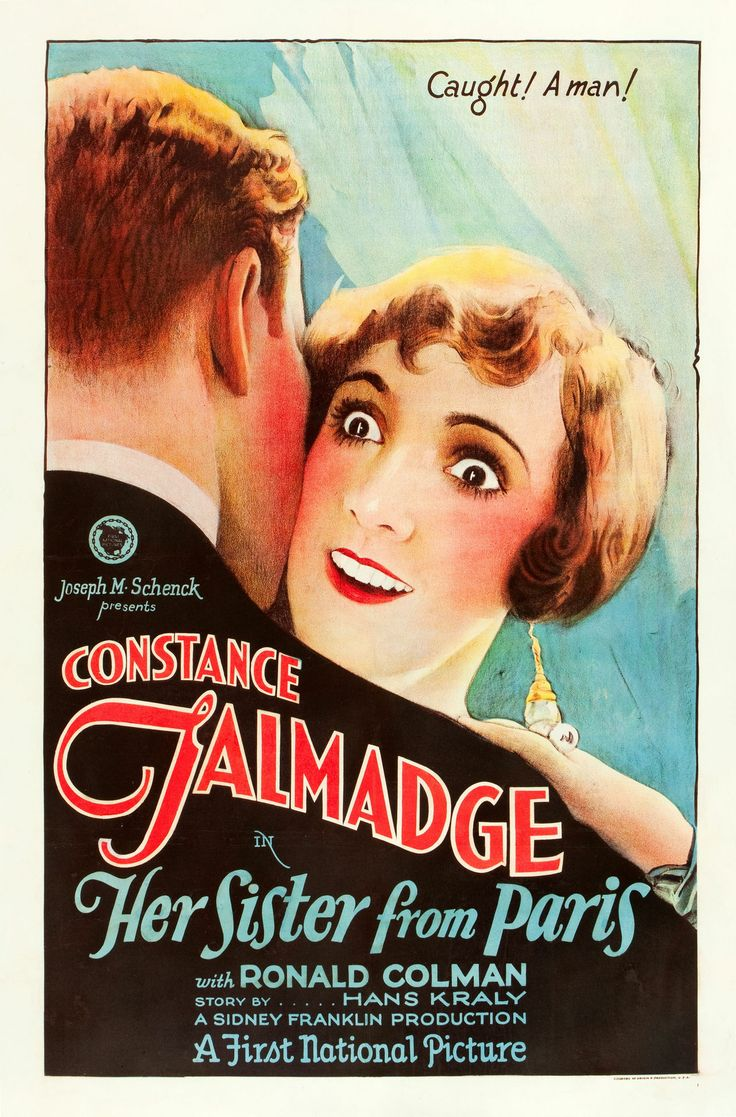
Affiche du film

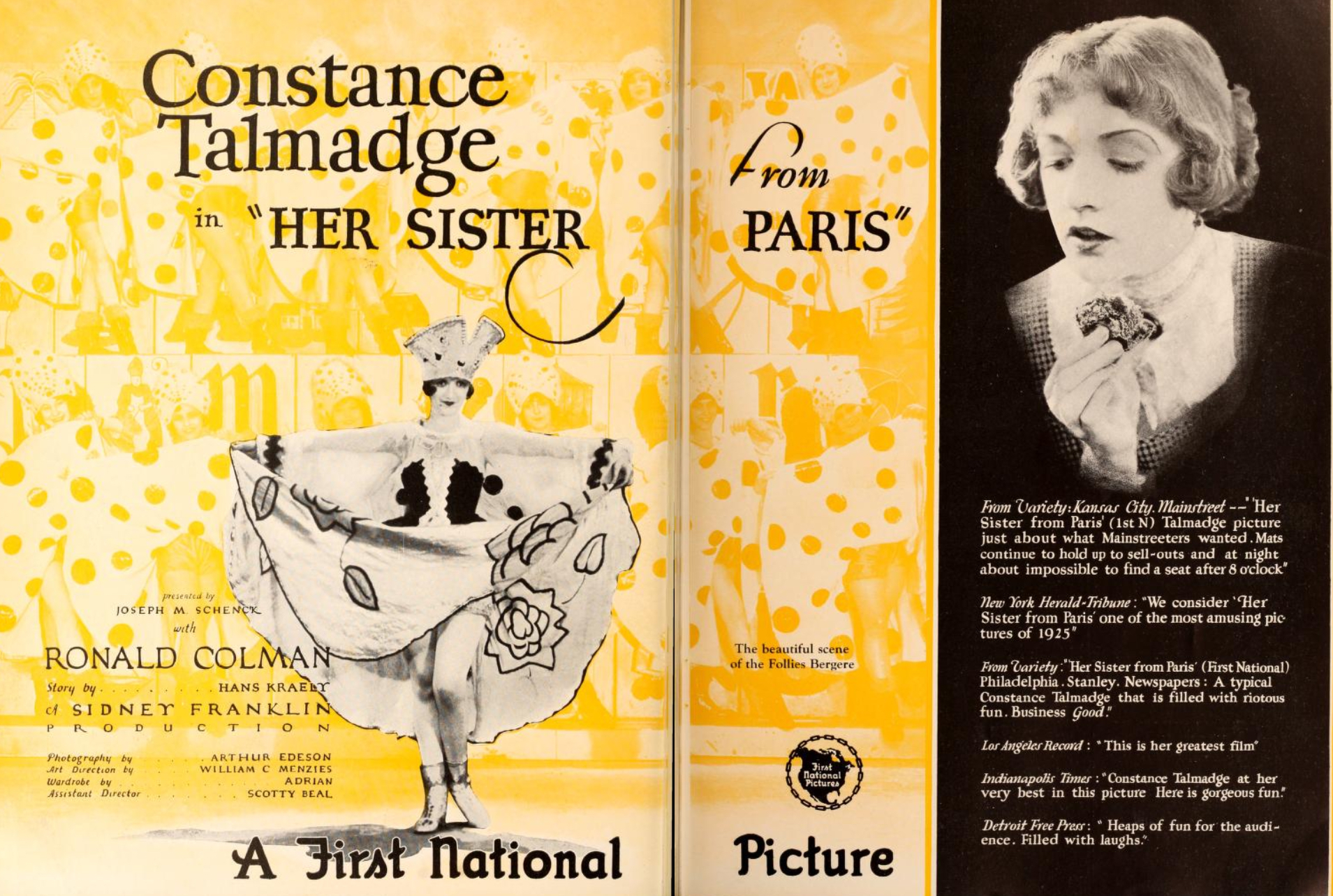
Annonce pour le film dans Motion Picture News.

Sa sœur de Paris (Her Sister from Paris) est un film américain réalisé par Sidney Franklin et sorti en 1925, avec la même équipe que pour le film Her Night of Romance en 1924. Constance Talmadge y joue le rôle de deux sœur jumelles. Le film a fait l'objet de coupes par la censure de l'époque.

## Synopsis
À Vienne, un romancier célèbre et sa femme se disputent et elle le quitte pour retourner chez sa mère. À la gare elle rencontre sa sœur jumelle qui est danseuse à Paris qui accepte de faire une blague à son mari pour aider à arranger leur mariage.

## Fiche technique
- Titre : Sa sœur de Paris
- Titre original : Her Sister from Paris
- Réalisation : Sidney Franklin
- Scénario : Hanns Kräly d'après la pièce de théâtre The Twin Sister de Ludwig Fulda
- Producteur : Joseph M. Schenck
- Photographie : Arthur Edeson
- Montage : Hal C. Kern
- Distributeur : First National Pictures
- Durée : 74 minutes
- Date de sortie : 2 août 1925

## Distribution

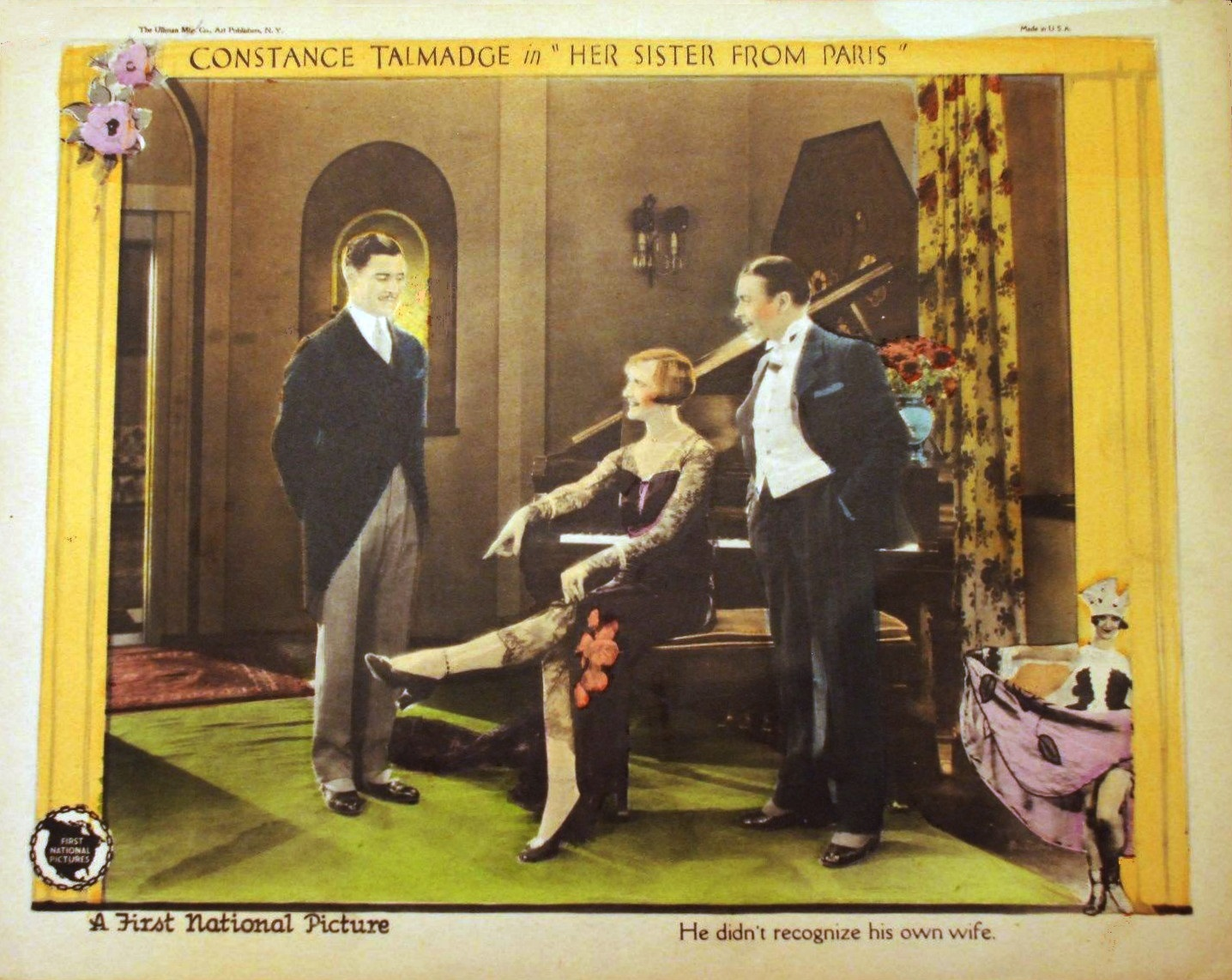
Carte promotionnelle du film

- Constance Talmadge : Helen Weyringer / La Perry
- Ronald Colman : Joseph Weyringer
- George K. Arthur : Robert Well
- Gertrude Claire : Anna
- Mario Carillo : The King
- Ellinor Vanderveer (en) : le patron du théâtre